# Rachel Korine
Rachel Korine   (Nashville, 4 d'abril de 1986) Rachel Anna Korine (de fadrina Simon) és una actriu estatunidenca. És coneguda per interpretar a Cotty a la pel·lícula de crim Spring Breakers del 2013 i Betsy a Men Go to Battle (2015), Junia a The Knick (2014-2015).

## Biografia
Ha protagonitzat les pel·lícules Septien, així com Mister Lonely, Trash Humpers, i Spring Breakers, les tres últimes de les quals van ser escrites i dirigides pel seu marit, Harmony Korine. Del 2014 al 2015, va interpretar a Junia a la sèrie de Cinemax The Knick.

## Vida personal
Korine va néixer i es va criar a Nashville, Tennessee, on es van casar el 2007. Té una filla, Lefty Bell Korine, i un fill, Hank.

## Filmografia

### Pel·lícula
| Curs | Títol                | Rol                | Notes                                   |
| ---- | -------------------- | ------------------ | --------------------------------------- |
| 2007 | Mister Lonely        | Caputxeta vermella |                                         |
| 2009 | The Dirty Ones       |                    | Curt                                    |
| 2009 | Trash Humpers        | mare               |                                         |
| 2010 | Mac and Plak         | mare               | Curt                                    |
| 2010 | 42 One Dream Rush    |                    | Curt                                    |
| 2011 | Septien              | Sabana             |                                         |
| 2012 | The Fourth Dimension | Rach               | Segment: "The Lotus Community Workshop" |
| 2012 | Spring Breakers      | Cotty              |                                         |
| 2014 | Druid Peak           | Zoe                |                                         |
| 2015 | Men Go to Battle     | Betsy Small        |                                         |

### Televisió
| Curs      | Títol     | Rol   | Notes                            |
| --------- | --------- | ----- | -------------------------------- |
| 2014–2015 | The Knick | Junia | Personatge recurrent; 8 episodis |